# Metal Gear (serie)
Metal Gear (メタルギア?, Metaru Gia) è una serie di videogiochi action-stealth ideati dal game designer Hideo Kojima e sviluppati e pubblicati da Konami. Nella serie il giocatore prende il controllo di un soldato scelto e deve confrontarsi contro l'ultima incarnazione del Metal Gear, un carro armato bipede capace di lanciare missili nucleari da qualsiasi angolo del pianeta, senza che la posizione del lancio possa esser rintracciata.

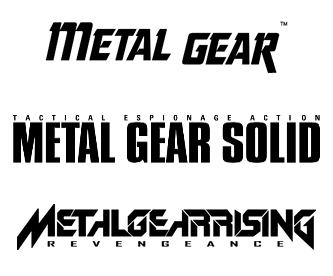
Loghi di vari capitoli della serie Metal Gear. In alto: il logo di Metal Gear, capostipite della serie uscito nel 1987.

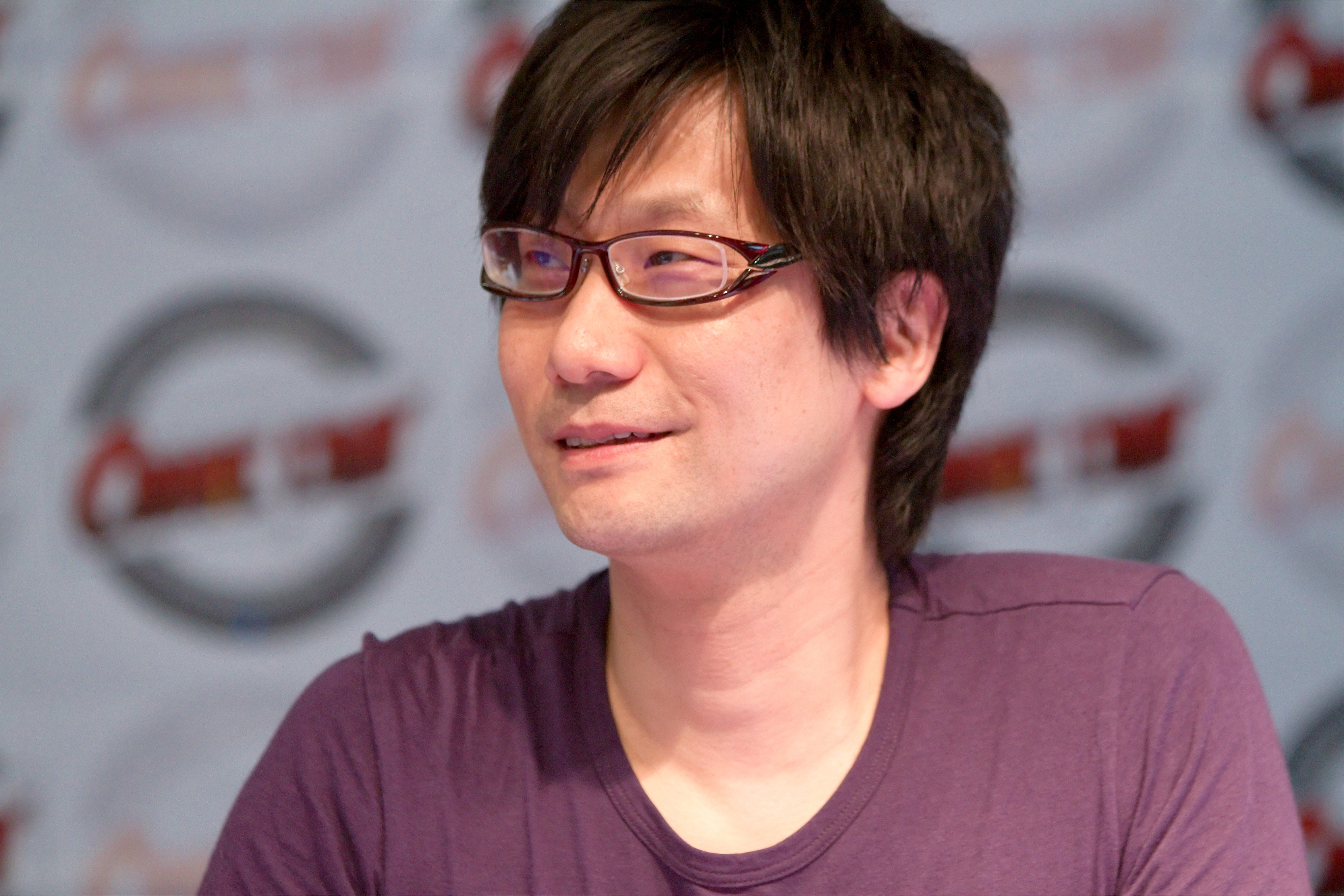
Hideo Kojima, ideatore della serie Metal Gear

La saga di Metal Gear è di grande importanza nella storia dei videogiochi. Il primo Metal Gear, del 1987, rappresenta l'esordio di Kojima ed è considerato il precursore del genere stealth. A giugno 2023 la serie ha venduto 60 milioni di copie.

## Giochi
| Titolo                                                  | Anno di uscita | Note |
| ------------------------------------------------------- | -------------- | --- |
| Metal Gear                                              | 1987           | Canonico |
| Metal Gear: Snake's Revenge                             | 1990           | Sequel non canonico di Metal Gear per NES |
| Metal Gear 2: Solid Snake                               | 1990           | Canonico |
| Metal Gear Solid                                        | 1998           | Canonico |
| Metal Gear Solid: Integral                              | 1999           | Versione giapponese di Metal Gear Solid con aggiunte prese dalla versione statunitense |
| Metal Gear Solid: Special Missions                      | 1999           | Espansione di Metal Gear Solid con missioni extra |
| Metal Gear: Ghost Babel                                 | 2000           | Spin-off per Game Boy Color non canonico |
| Metal Gear Solid 2: Sons of Liberty                     | 2001           | Canonico |
| Metal Gear Solid 2: Substance                           | 2002           | Metal Gear Solid 2: Sons of Liberty con l'aggiunta di contenuti extra |
| The Document of Metal Gear Solid 2                      | 2002           | Contenuto aggiuntivo di Metal Gear Solid 2: Sons of Liberty |
| Metal Gear Solid: The Twin Snakes                       | 2004           | Remake per GameCube di Metal Gear Solid |
| Metal Gear Solid 3: Snake Eater                         | 2004           | Canonico |
| Metal Gear Ac!d                                         | 2004           | Spin-off per PlayStation Portable non canonico |
| Metal Gear Ac!d 2                                       | 2005           | Spin-off per PlayStation Portable non canonico |
| Metal Gear Solid 3: Subsistence                         | 2005           | Metal Gear Solid 3: Snake Eater con l'aggiunta di contenuti extra |
| Metal Gear Solid: Digital Graphic Novel                 | 2006           | Fumetto digitale di Metal Gear Solid |
| Metal Gear Solid: Portable Ops                          | 2006           | Spin-off per PlayStation Portable non canonico |
| Metal Gear 20th Anniversary Metal Gear Solid Collection | 2007           | Collezione comprendente Metal Gear, Metal Gear 2: Solid Snake, Metal Gear Solid, Metal Gear Solid 2: Sons of Liberty, The Document of Metal Gear Solid 2, Metal Gear Solid 3: Subsistence e Metal Gear Solid: Portable Ops |
| Metal Gear Solid: Portable Ops Plus                     | 2007           | Espansione di Metal Gear Solid: Portable Ops |
| Metal Gear Solid: The Essential Collection              | 2008           | Collezione comprendente Metal Gear Solid, Metal Gear Solid 2: Substance e Metal Gear Solid 3: Subsistence |
| Metal Gear Solid Mobile                                 | 2008           | Spin-off per cellulare non canonico |
| Metal Gear Solid 2: Digital Graphic Novel               | 2008           | Fumetto digitale di Metal Gear Solid 2: Sons of Liberty |
| Metal Gear Solid 4: Guns of the Patriots                | 2008           | Canonico |
| Metal Gear Solid 4 Database                             | 2008           | Contenuto aggiuntivo di Metal Gear Solid 4: Guns of the Patriots |
| Metal Gear Online                                       | 2008           | Spin-off multigiocatore online non canonico |
| Metal Gear Solid Touch                                  | 2009           | Spin-off per iOS non canonico |
| Metal Gear Solid: Peace Walker                          | 2010           | Canonico |
| Metal Gear Arcade                                       | 2010           | Versione arcade di Metal Gear Online |
| Metal Gear Solid: HD Collection                         | 2012           | Collezione delle versioni rimasterizzate in HD di Metal Gear Solid 2: Sons of Liberty, Metal Gear Solid 3: Snake Eater e Metal Gear Solid: Peace Walker |
| Metal Gear Solid: Snake Eater 3D                        | 2012           | Remake di Metal Gear Solid 3: Snake Eater |
| Metal Gear Solid: Social Ops                            | 2012           | Spin-off per smartphone non canonico |
| Metal Gear Solid 4: 25th Anniversary Edition            | 2012           | Metal Gear Solid 4: Guns of the Patriots con un poster da collezione |
| Metal Gear Rising: Revengeance                          | 2013           | Non canonico |
| Metal Gear Solid: The Legacy Collection                 | 2013           | Collezione comprendente Metal Gear, Metal Gear 2: Solid Snake, Metal Gear Solid, Metal Gear Solid: Special Missions, Metal Gear Solid 2: Sons of Liberty, Metal Gear Solid 3: Snake Eater, Metal Gear Solid: Digital Graphic Novel, Metal Gear Solid 2: Digital Graphic Novel e Metal Gear Solid 4: Guns of the Patriots                    |
| Metal Gear Solid V: Ground Zeroes                       | 2014           | Canonico |
| Metal Gear Solid V: The Phantom Pain                    | 2015           | Canonico |
| Metal Gear Solid V: The Definitive Experience           | 2016           | Collezione comprendente Metal Gear Solid V: Ground Zeroes e Metal Gear Solid V: The Phantom Pain |
| Metal Gear Survive                                      | 2018           | Spin-off non canonico |
| Metal Gear Solid: Master Collection Vol. 1              | 2023           | Collezione comprendente Metal Gear, Metal Gear (per NES), Metal Gear: Snake's Revenge, Metal Gear 2: Solid Snake, Metal Gear Solid, Metal Gear Solid: Special Missions, Metal Gear Solid 2: Sons of Liberty (HD), Metal Gear Solid 3: Snake Eater (HD), Metal Gear Solid: Digital Graphic Novel e Metal Gear Solid 2: Digital Graphic Novel |
| Metal Gear Solid Δ: Snake Eater                         | 2025           | Remake di Metal Gear Solid 3: Snake Eater |

L'originale Metal Gear uscì sul computer MSX2 nel 1987 in Giappone e in alcune parti d'Europa. Fu uno dei primi videogiochi a far utilizzare al giocatore le tecniche di aggiramento del nemico (stealth) piuttosto che l'affronto diretto. Questa caratteristica trova la spiegazione nella limitazione hardware dell'MSX. A Hideo Kojima venne affidata la realizzazione di un videogioco di combattimento dopo che un senior associate prima di lui era rimasto impantanato nella sua programmazione, ma il fatto era che l'hardware dell'MSX era talmente limitato che non si potevano avere più di quattro munizioni, non abbastanza per un videogioco di combattimento. Kojima allora pensò nelle sue intenzioni iniziali di farne un gioco che trattasse della fuga di un prigioniero di guerra, similmente al film La grande fuga.
Metal Gear uscì successivamente in Nord America ed Europa nella versione NES vendendo più di un milione di copie.
Dato il buon riscontro di vendite, nel 1990 la Konami pubblicò in Occidente il gioco Snake's Revenge per il NES, presentandolo come il seguito del primo Metal Gear. Il seguito ufficiale, Metal Gear 2: Solid Snake, uscì nel 1990 su MSX2 solo in Giappone. Metal Gear 2 poteva vantare una trama complessa, miglioramenti di gameplay e di intelligenza artificiale. Non essendo uscito all'epoca in Europa o nel Nord America, l'adattamento occidentale è avvenuto molti anni dopo come contenuto extra di Metal Gear Solid 3: Subsistence.
La serie Metal Gear ritornò nel 1998 nella forma di Metal Gear Solid per PlayStation, che adattò il gameplay del suo predecessore Metal Gear 2 in 3D (da qui l'aggiunta del termine "Solid" che, contrariamente a quanto si pensò all'epoca, non è legato al nome del protagonista). Per riprendere i temi lasciati in sospeso nei due prequel, Kojima ha inserito nel gioco un riassunto delle trame dei due giochi antecedenti. Mentre i primi due Metal Gear ebbero un discreto successo, Metal Gear Solid ebbe un successo strepitoso, vendendo circa 6,6 milioni di copie e divenendo ben presto uno dei videogiochi più popolari di sempre, citato da molti come il capolavoro indiscusso della console Sony. Il successo di Metal Gear Solid ha portato il gioco anche su PC l'anno successivo e, sei anni dopo l'uscita dell'originale, è uscito un remake per Nintendo Game Cube chiamato Metal Gear Solid: The Twin Snakes.
Il seguito di Metal Gear Solid è Metal Gear Solid 2: Sons of Liberty, uscito per PlayStation 2 nel 2001, e vendette oltre 7 milioni di copie. Sons of Liberty è il primo gioco della serie che non vede il giocatore vestire i panni di Solid Snake. Successivamente nel 2004 uscì Metal Gear Solid 3: Snake Eater, che ha venduto circa 3,75 milioni di unità. A differenza di Metal Gear Solid 2, Snake Eater non è un sequel della serie cominciata con Metal Gear, bensì un prequel: si pone cronologicamente come il primo capitolo dell'intera serie. Entrambi i giochi apportarono numerosi affinamenti al gameplay di Metal Gear e ne espansero la trama.
Il 12 giugno 2008 venne pubblicato in esclusiva su PlayStation 3 Metal Gear Solid 4: Guns of the Patriots, con il ritorno di molti personaggi comparsi nei capitoli precedenti. Metal Gear Solid: Portable Ops è un interquel ambientato tra gli eventi di Metal Gear Solid 3 e l'originale Metal Gear ed è uscito in Europa il 27 aprile 2007. Questo, al contrario dei primi due Metal Gear per PSP (i quali erano giochi di carte con un'ambientazione in stile Metal Gear), riprende il classico stile d'azione/stealth dei giochi della serie. Kojima, che non ha seguito personalmente lo sviluppo del gioco, ma solo trasversalmente perché impegnato su Guns of the Patriots, ha affermato che la trama di Portable Ops non sarebbe completamente canonica, ma lo è il fulcro della storia.
Il 18 maggio 2009 venne messo in linea un sito promozionale per il Metal Gear successivo da Kojima Productions. Inizialmente il sito consisteva in un conto alla rovescia, con alcune lettere lampeggianti sullo schermo e la improvvisa apparizione delle immagini di due personaggi: Big Boss e Raiden. Nel giugno 2009 la rivista Famitsū intervistò Hideo Kojima, che rivelò un gran numero di dettagli sul nuovo gioco. L'articolo venne però pesantemente censurato, per non far trapelare troppe informazioni. Il nuovo gioco, intitolato Metal Gear Rising: Revengeance, venne infine presentato il 1º giugno 2009 durante la conferenza Microsoft all'annuale E3. Rising sarebbe stata un'esperienza nuova, secondo Kojima, con Raiden come protagonista. Questo titolo è stato pubblicato su Xbox 360 e PlayStation 3. Il giorno dopo, alla conferenza di Sony, Kojima annunciò Metal Gear Solid: Peace Walker. Questo nuovo titolo per PSP è ambientato dieci anni dopo Snake Eater e quattro anni dopo Portable Ops.
Il 30 agosto, a un evento privato per il 25º anniversario della serie, venne annunciato Metal Gear Solid V: Ground Zeroes, con la conferma del ritorno di Big Boss come protagonista. Più tardi si ebbe la conferma che cronologicamente il capitolo si sarebbe svolto dopo i fatti di Peace Walker e prima dell'originale Metal Gear. Il 31 agosto è stato annunciato Metal Gear Solid V: The Phantom Pain da Kojima stesso.
Il 24 maggio 2023, durante il PlayStation Showcase, è stato annunciato un remake di Snake Eater, Metal Gear Solid Δ: Snake Eater, insieme a Metal Gear Solid: Master Collection Vol. 1, una raccolta dei primi tre giochi della serie di Metal Gear Solid.

## Personaggi

### Protagonisti
La serie ha quattro protagonisti che appaiono nei capitoli: Solid Snake, Raiden, Big Boss e Venom Snake. 
- Solid Snake (vero nome David): figlio di Big Boss, fratello gemello di Liquid Snake e fratello di Solidus Snake. È nato nel progetto Les Enfants Terribles, progetto di clonazione per creare il soldato perfetto clonando "il miglior combattente del XX secolo".
- Raiden (vero nome Jack): nasce in Liberia e a 6 anni partecipa alla guerra civile negli anni '80, a 10 anni passò al comando della cosiddetta unità dei ragazzini, facendosi conoscere come Demone Bianco e Jack lo squartatore fino a quando non viene recuperato da una ONG.
- Big Boss/Naked Snake (vero nome John): padre di Solid Snake, di Liquid Snake e di Solidus Snake e allievo prediletto di The Boss, eroina leggendaria della Seconda Guerra Mondiale. In seguito Big Boss diventa l'antagonista di Metal Gear, Snake's Revenge e Metal Gear 2: Solid Snake. Dopo la missione Snake Eater si guadagnò il titolo di Big Boss. Viene considerato da tutti "una leggenda sul campo di battaglia", rispettato da tutto il suo esercito e amato da tutti i soldati nel mondo. Dopo aver lasciato i Patriots diventa mercenario a capo dei Militaires Sans Frontières, poi di Outer Heaven e poi Zanzibar Land. In Metal Gear Solid V: The Phantom Pain si fa sostituire dal suo "fantasma" Venom Snake, che guida i Diamond Dogs.
- Venom Snake: protagonista di Metal Gear Solid V: The Phantom Pain. È detto anche il "fantasma di Big Boss" ed è un sosia del Big Boss originale: grazie a un intervento di chirurgia plastica al volto, affinché diventasse identico a Big Boss, con l'induzione di falsi ricordi in modo che al suo risveglio credesse di essere Big Boss. Venom Snake è il medico che, nel finale di Metal Gear Solid V: Ground Zeroes, estrae una bomba dal ventre di Paz; tuttavia nel corpo della ragazza si trova anche una seconda bomba, che esplode poco dopo: in quel momento Venom Snake si pone fra l'esplosione e Big Boss, per salvare la vita a quest'ultimo.

Considerando anche i titoli non canonici, un ulteriore protagonista è lo Snake di Metal Gear Acid 2, che nella parte finale del gioco si scopre essere un clone di Solid Snake, il quale sarebbe morto anni prima.

### Antagonisti
- Big Boss (vero nome John): antagonista di Metal Gear, Snake's Revenge e Metal Gear 2: Solid Snake (in precedenza protagonista di Metal Gear Solid 3: Snake Eater, Metal Gear Solid: Portable Ops, Metal Gear Solid: Peace Walker e Metal Gear Solid V: Ground Zeroes). Padre di Solid Snake, di Liquid Snake e di Solidus Snake e allievo prediletto di The Boss. Capo di Outer Heaven e poi di Zanzibar Land.
- Liquid Snake (vero nome Eli): antagonista di Metal Gear Solid. Figlio di Big Boss, fratello gemello di Solid Snake e fratello di Solidus Snake, nato anch'egli nel progetto Les Enfants Terribles. Egli odia il fratello, poiché crede erroneamente di aver ricevuto soltanto i geni recessivi del padre, al contrario di Snake che avrebbe ricevuto quelli dominanti.
- Augustine Eguabon: antagonista di Metal Gear: Ghost Babel.
- Solidus Snake (vero nome George Sears): antagonista di Metal Gear Solid 2: Sons of Liberty. Fratello di Solid Snake e Liquid Snake.
- I Patriots: sono un gruppo di 12 persone che comandano gli Stati Uniti d'America. La loro età secondo i dati estrapolati da G.W. è di oltre cento anni, inoltre tutti e 12 vengono dichiarati morti. Controllano tutto: niente è deciso senza il loro giudizio e agiscono in incognito usando agenti per controllare la nazione come lo stesso presidente statunitense.
  - Membri fondatori
    - Zero (vero nome David Oh): il leader
    - Ocelot (vero nome Adamska): l'informatore
    - Big Boss (vero nome John): l'icona
    - Sigint (vero nome Donald Anderson): il tecnico
    - Para-Medic (vero nome Clark): la scienziata
    - EVA: la spia
- Volgin (nome completo Yevgeny Borisovitch Volgin): antagonista di Metal Gear Solid 3: Snake Eater. È il beneficiario della famosa Eredità dei Filosofi di cui fa uso per sviluppare nuove tecnologie come l'Hind-D e per reclutare un'armata al fine di sorvegliare gli scienziati sequestrati per la realizzazione del progetto Shagohod. Suo padre è stato un comandante russo che ha sottratto, poiché ne è stato amministratore diretto, il denaro dei Filosofi (noti, in seguito, come Patriots). Ricompare in The Phantom Pain.
- Koppelthorn: antagonista di Metal Gear Ac!d 2.
- Gene: antagonista di Metal Gear Solid: Portable Ops. Divenne il leader della FOX dopo la partenza di Snake e cerca di stabilire la sua propria nazione militare. Egli è un prodotto del progetto che mirava a creare artificialmente il comandante perfetto.
- Liquid Ocelot/Revolver Ocelot (vero nome Adamska): antagonista di Metal Gear Solid 4: Guns of the Patriots.
- Cipher/Zero/Major Zero (vero nome David Oh): leader dei Patriots. Vecchio amico di Big Boss, diventato in seguito il suo rivale.
- The Commander: antagonista di Metal Gear Solid Mobile.
- Hot Coldman: antagonista di Metal Gear Solid: Peace Walker.
- Steven Armstrong: antagonista di Metal Gear Rising: Revengeance.
- Skull Face: antagonista di Metal Gear Solid V: Ground Zeroes e Metal Gear Solid V: The Phantom Pain. È l'ex vicecomandante di Zero, che all'epoca di Snake Eater lo mise a capo di un'unità speciale, la XOF, per supportare nell'ombra la FOX.

## Ordine cronologico di ambientazione
L'uscita temporale dei vari giochi della serie di Metal Gear non segue l'ordine cronologico degli eventi della stessa saga. Qui sotto viene riportata una tabella che riporta cronologicamente i giochi seguendo l'evolversi della serie.
| Videogioco | Anno d'ambientazione                 | Protagonisti            | Antagonisti                                      | Antagonisti                                   | Anno d'uscita      | Canonicità    |
| Videogioco | Anno d'ambientazione                 | Protagonisti            | Antagonisti principali                           | Antagonisti dietro le quinte                  | Anno d'uscita      | Canonicità    |
| --- | ------------------------------------ | ----------------------- | ------------------------------------------------ | --------------------------------------------- | ------------------ | ------------- |
| Metal Gear Solid 3: Snake Eater (Metal Gear Solid 3: Subsistence) (Metal Gear Solid 3D: Snake Eater) (Metal Gear Solid Δ: Snake Eater) | 1964                                 | Big Boss (Naked Snake)  | Volgin The Boss                                  | Ocelot                                        | 2004 (2005)        | Canonico      |
| Metal Gear Solid: Portable Ops | 1970                                 | Big Boss (Naked Snake)  | Gene                                             | Ocelot Zero                                   | 2007               | Semi-canonico |
| Metal Gear Solid: Peace Walker | 1974                                 | Big Boss (Naked Snake)  | Hot Coldman Vladimir Zadornov Paz Ortega Andrade | Cipher                                        | 2010               | Canonico      |
| Metal Gear Solid V: Ground Zeroes (Metal Gear Solid V: The Definitive Experience)                                                      | 1975                                 | Big Boss (Naked Snake)  | Skull Face                                       | Cipher                                        | 2014               | Canonico      |
| Metal Gear Solid V: The Phantom Pain (Metal Gear Solid V: The Definitive Experience)                                                   | 1984                                 | Big Boss (Venom Snake)  | Skull Face                                       | Cipher                                        | 2015               | Canonico      |
| Metal Gear | 1995                                 | Solid Snake             | Big Boss (Venom Snake)                           | Zero                                          | 1987               | Canonico      |
| Metal Gear: Snake's Revenge | 1998                                 | Solid Snake             | Big Boss (Naked Snake)                           | Zero                                          | 1990               | Non canonico  |
| Metal Gear 2: Solid Snake | 1999                                 | Solid Snake             | Big Boss (Naked Snake)                           | Zero                                          | 1990               | Canonico      |
| Metal Gear: Ghost Babel | 2002                                 | Solid Snake             | Augustine Eguabon Black Arts Viper               | Brian McBride                                 | 2000               | Non canonico  |
| Metal Gear Solid (Metal Gear Solid: The Twin Snakes) (Metal Gear Solid: Digital Graphic Novel)                                         | 2005                                 | Solid Snake             | Liquid Snake                                     | George Sears                                  | 1998 (2004) (2006) | Canonico      |
| Metal Gear Solid Mobile | Tra il 2005 e il 2007                | Solid Snake             | The Commander                                    | I Patriots (Attraverso il VR)                 | 2008               | Non canonico  |
| Metal Gear Solid 2: Sons of Liberty (Metal Gear Solid 2: Substance) (Metal Gear Solid 2: Digital Graphic Novel)                        | 2007 (Cap. Tanker) 2009 (Cap. Plant) | Solid Snake Raiden      | Solidus Snake                                    | I Patriots (Attraverso Ocelot)                | 2001 (2002) (2008) | Canonico      |
| Metal Gear Solid 4: Guns of the Patriots (Metal Gear Solid 4: 25th Anniversary Edition)                                                | 2014                                 | Solid Snake (Old Snake) | Liquid Ocelot                                    | I Patriots (Attraverso l'IA e il GW)          | 2008               | Canonico      |
| Metal Gear Ac!d | 2016                                 | Solid Snake             | N°16                                             | Charles Schmeiser                             | 2004               | Non canonico  |
| Metal Gear Rising: Revengeance | 2018                                 | Raiden                  | Steven Armstrong                                 | World Marshall PMC Desperado Enforcement LLC. | 2013               | Non canonico  |
| Metal Gear Ac!d 2 | Vari anni dopo il 2016               | Snake                   | Koppelthorn                                      | Wiseman                                       | 2005               | Non canonico  |

## Altri adattamenti

### Film
Un film tratto dai videogiochi Metal Gear è stato annunciato nel maggio 2006 da Hideo Kojima, creatore della serie. A una conferenza dell'Electronic Entertainment Expo Kojima dichiarò di essersi messo in contatto con alcuni studi cinematografici di Hollywood per trovare un finanziatore. L'Alaska è stata considerata come possibile location, viste anche le ambientazioni dei videogiochi.
David Hayter, il doppiatore americano di Solid Snake, ha presentato una personale sceneggiatura, ma non si sono più avute notizie al riguardo. Con l'immissione della Sony Pictures Entertainment nel progetto, Michael De Luca è stato incaricato come produttore, e proprio lui ha richiesto Kurt Wimmer come regista e sceneggiatore, il quale ha tuttavia rigettato l'offerta dopo esser stato più volte incline ad accettare l'incarico. Dopo la fuoriuscita di Wimmer, Kojima aveva preso in considerazione Paul W.S. Anderson (Resident Evil), scelta osteggiata e infine vinta da De Luca.
L'attore Christian Bale si era detto interessato al ruolo di Solid Snake, il protagonista.
Dopo mesi di titubanze e smentite, nel gennaio 2010 il film è stato ufficialmente annullato a seguito delle continue e forti divergenze avute tra la Konami – in particolare nella figura di Hideo Kojima – e la Sony circa la realizzazione del film.
In occasione dell'evento celebrativo per i venticinque anni della saga tenutosi il 30 agosto 2012 a Tokyo, Kojima ha annunciato la produzione di un film in corso presso gli studi Columbia Pictures assieme alla Arad Productions, affidata a Avi e Ari Arad. Il capitolo della saga da trasporre sarà sempre Metal Gear Solid. Parlandone anche all'Eurogamer expo dello stesso anno, Kojima afferma di puntare su un attore sconosciuto in ascesa per il ruolo di Solid Snake (inizialmente lo stesso Kojima aveva pensato a Hugh Jackman) e che non avrebbe preso parte alla regia, produzione o sceneggiatura, ma piuttosto alla supervisione. Avi Arad ha dichiarato in una intervista rilasciata l'11 aprile 2014 che sono appena iniziati i lavori sullo script e la ricerca di un regista. La ricerca di uno sceneggiatore si è infine concretizzata con Jay Basu, mentre quella del regista con Jordan Vogt-Roberts. Come attore protagonista è stato scelto Oscar Isaac nel ruolo di Solid Snake.
Nel 2009 è stato realizzato un fan film senza scopo di lucro italiano intitolato Metal Gear Solid: Philanthropy ispirato al videogioco dalla compagnia italiana Hive Division. Il film è ambientato nel 2007 ed ha luogo subito dopo la prima parte di Metal Gear Solid 2: Sons of Liberty. Il film è stato ricevuto positivamente dai fan e dallo stesso Hideo Kojima, il quale ha risposto a un fan, che gli aveva chiesto se avesse visto il film, dicendo: "Certo che l'ho visto. È fantastico. Mi veniva da piangere per il loro amore verso Metal Gear. È anche un film ben fatto. Non vedo l'ora di vedere la prossima parte". Purtroppo, il suo seguito non venne mai realizzato a causa di Konami che ha bloccato il progetto: è possibile trovare online su YouTube solo una breve anteprima del film mai concluso.

### Crossover
- Un contenuto scaricabile per il videogioco LittleBigPlanet rende disponibili alcuni costumi ispirati ai personaggi di Metal Gear Solid. Tra questi vi sono Old Snake, Meryl Silverburgh, Raiden e Screaming Mantis. Un ulteriore costume aggiunto è quello di un mercenario di Gurlukovich.

- Nel gioco Super Smash Bros. Brawl è possibile giocare nei panni di Solid Snake con lo stile di Metal Gear Solid 2: Sons of Liberty; è inoltre presente lo stage di Shadow Moses. Il personaggio è giocabile anche in Super Smash Bros. Ultimate.

- Nel gioco Super Bomberman R sono stati inclusi come personaggi aggiuntivi  Solid Snake, Naked Snake e Raiden (chiamati rispettivamente Solid Snake Bomber, Naked Snake Bomber e Raiden Bomber), con il design di Raiden in particolare preso dalla sua apparizione in Metal Gear Rising: Revengeance; una mappa giocabile basata sulla Mother Base di Metal Gear Solid V: The Phantom Pain è stata aggiunta al gioco nello stesso aggiornamento.

- Nella Stagione 1 del Capitolo 5 di Fortnite è stato possibile sbloccare come skin segrete del Pass Battaglia gli stili di Solid Snake di Metal Gear Solid 2: Sons of Liberty e di Old Snake di Metal Gear Solid 4: Guns of the Patriots. Nello shop, è stato possibile acquistare la skin di Raiden da Metal Gear Solid 2: Sons of Liberty.